# Conrado IV da Germânia
Conrado IV da Germânia (Andria, 25 de abril de 1228 — Lavelo, 21 de maio de 1254) foi um filho de Frederico II da Germânia, imperador do Sacro Império Romano-Germânico e da sua segunda mulher, Iolanda de Brienne, rainha de Jerusalém. Tornou-se rei de Jerusalém à nascença (a mãe morreu no parto) como Conrado II de Jerusalém e foi eleito rei da Germânia em 1237, em Viena, com vista a ser o futuro imperador. No entanto, em virtude do conflito que opunha o império ao papado, não chegou a ser coroado e o império entrou num interregno que durou até 1312, quando subiu ao trono Henrique VII de Luxemburgo.
Em 1250, Conrado sucedeu a seu pai como rei da Sicília e invadiu a Itália no ano seguinte com o objetivo de conquistar Roma, mas sem sucesso. Foi excomungado em 1254 e morreu de malária no mesmo ano num acampamento militar em Lavello. A luta foi continuada, ainda sem resultados positivos, por seu filho Conradino, nascido em 1252 e decapitado aos 16 anos.